# 弗雷德·汤普森
弗雷迪·道爾頓·汤普森（1942年8月19日—2015年11月1日），暱稱弗雷德·汤普森（Fred Thompson），是一名美国政治人物、电影演员、律师及国会游说者。1994年至2003年担任代表田纳西州的联邦参议员。曾角逐2008年美国总统大选共和党候选人提名。

## 生平

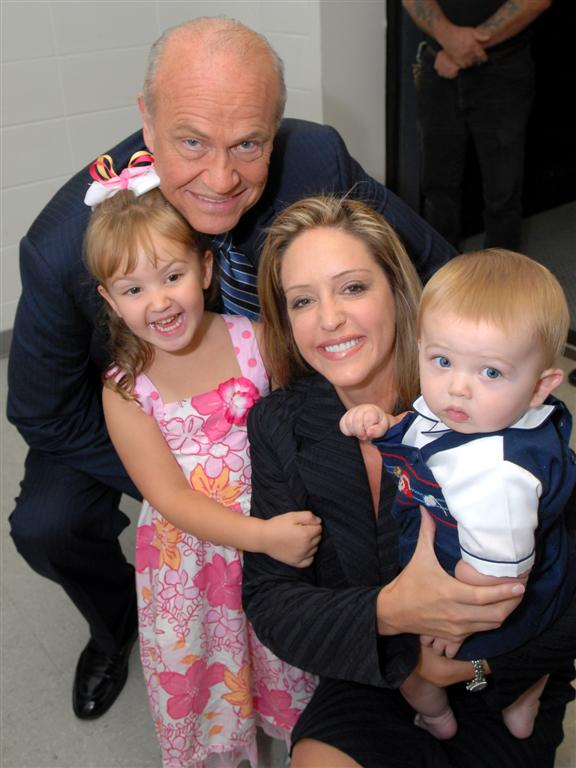
弗雷德·汤普森與家人

汤普森生於阿拉巴馬州謝菲爾德凱倫凱勒醫院，父親Fletcher Session Thompson（1919年－1990年）是一名汽車銷售員，母親為Ruth Inez（閨姓Bradley）。高中畢業於Lawrence County High School，跟著有一段日子因要養妻活兒，日間在郵局工作，晚間則在自行車廠工作。
不久，汤普森決定繼續學業，進入Florence State College（現北阿拉巴馬大學／University of North Alabama）就讀，後轉校到Memphis State University（現孟菲斯大學／University of Memphis），於1964年畢業，主修哲學及政治科學。其後憑獎學金入范德堡大学法學院就讀，1967年畢業並通過田纳西州律師執業考試。
1973年其被時任水門事件委員會副主席的霍华德·贝克任命為少數派律師，參與調查水門事件的真相。

### 私人生活
1959年，仍是高中生的汤普森與第一任妻子Sarah Elizabeth Lindsey Knestrick結婚，兩人於1985年離婚，期間育有二子一女（女兒於2002年逝世）。
於2002年與電台節目主持Jeri Kehn結婚，兩人育有一子一女。

#### 罹癌與逝世
湯普森於2004年確診罹患非霍奇金氏淋巴瘤（NHL），且是極為罕見的淋巴瘤。2015年11月1日，湯普森因癌症復發辭世，享壽73歲。

## 演出作品
- 1990年：
  - 《追擊赤色十月》
  - 《終極警探2》
- 1991年：《闖入者出擊》

## 外部連結

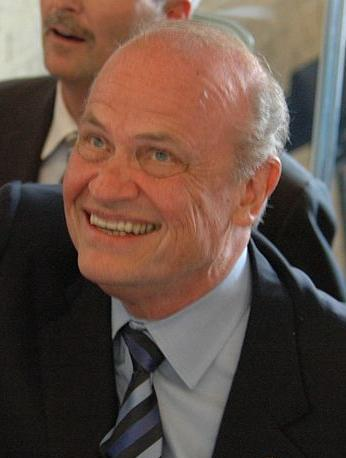
攝於達拉斯

- 弗雷德·汤普森在互联网电影资料库（IMDb）上的資料（英文）